# Rio Capivari-Mirim (Tibagi)
O rio Capivari-Mirim é um curso de água que banha o município de Tibagi, no estado do Paraná. Pertence à bacia do rio Tibagi.